# Мирза Мухаммед Фядаи
Мирза Мухаммед Гаиб оглы Фядаи (азерб. Mirzə Məhəmməd Qayıb oğlu Fədai; XVIII, Ашагы-Салахлы, Казахский султанат — XIX, Ашагы-Салахлы, Грузинская губерния, Российская империя) — азербайджанский поэт начала XIX века.

## Биография
Мирза Мухаммед родился в селе Ашагы-Салахлы в семье человека по имени Гаиб. Он является основателем рода Гаибовых.

## Творчество
Мирза Мухаммед писал на азербайджанском языке под псевдонимом «Фадаи». Он также был другом другого поэта Кязым-ага Салика. Они посвятили друг другу газели. Мирза Мухаммед Салику:

От чего, о бек, нет ответа на мой стих от вас,

Если с сегодняшнего дня придёт ещё стих от вас, долга не будет.

Ни отголоска, ни рифмы или газели от прекрасной возлюбленной,

Как может терпеть сердце, кто от этого не может страдать.

Прошла та юность, больше никто не навестит меня никогда,

Нет у подножья старости вкуса молодости.

Новый охотник должен навестить старого,

Не должен он представлять чеглока, не имея при себе орла.

Смотри, как наслаждается возлюбленной заблудший враг,

Там летучая мышь парит, нет солнце.

Целью является моя грудь для стрел и ресниц,

Печальные стрелы не коснутся влюблённых.

Если Фадаи придёт шумно к возлюбленной, встречу устрою я,

Почему нет стеснения между возлюбленными.
Оригинальный текст (азерб.)

Nәdәndir, ey bәyim, әşarıma sizdәn cavab olmaz,

Bu gündәn böylә daxi şeriniz gәlsә, hesab olmaz.

Sәdayi-qafiyә ya bir qәzәl yox suyi-dilbәrdәn,

Necә sәbr eylәsin dil, bundan artıq kim, әzab olmaz.

Keçib ol novcәvanlıq, kimsә yad etmәz mәni hәrgiz,

Qocalıq damәnim tutmuş, dәxi zövqi-şәbab olmaz.

Gәrәk yad eylәsin sәyyadi-tazә köhnә sәyyadı,

Tәsәvvür etmәsin torlan kim, üstündә üqab olmaz.

Rәqibi-kәcrәvi gör yar ilә işrәt qılır hәr dәm,

O yerdә şәbpәrә pәrvaz edәr kim, afitab olmaz.

Tikilmiş bir hәdәfdir lövhi-sinәm tiri-müjganә,

Xәdәngi-qәmzәdәn üşşaqlәrdә ictinab olmaz.

Fәdai gәlsә yarın kuyinә, didarı mәn etmin,

Neçün kim, aşiqü mәşuq arasında hicab olmaz.

Кязым-ага Салик Фадаи:

Не печалься, о Мирза Мухаммед, от моего стиха,

Бывалое сердце примет боль другого.

Украшением пира является плач, крик и безумие,

Величие для поэта долго болтать.

Хотя хочешь стать султаном полустишия,

Сделай сердце сердце рабом милой возлюбленной.

Если хочешь верной любви, о бывалая душа,

Пусть тебя называют Меджнуном, безумным Гейсом.

О получающий настоящую любовь,

Ходи, но к мечте не ведёт этот путь.

Будь готов, если хочешь впасть в коварную любовь,

Меджнун увидев море любви, сказал: какое длинное.

Будь другом Салику, если некому с тобой делить горе,

Ты в ужасной опасности, найди решение.
Оригинальный текст (азерб.)

Olma, ey Mirzә Mәhәmmәd, zәmmi-şerimdәn mәlul,

Әhli-dil әhli-dilin azarını eylәr qәbul.

Nalәvü fәryaddır arayişi-bәzmi-cünun,

Şövkәtidir şairin hәm söylәmәk tulü füzul.

Gәrçi istәrsәn ki, Misri-şerә sultan olasan,

Eylә bir yari-әziza canını, әlbәttә, qul.

Aşiqi-sadiqlik istәrsәn әgәr, ey әhli-hal,

Adına Mәcnun desinlәr Qeys tәk divanә ol.

Ey mәcazi eşq ilәn kәsbi-hәqiqәt eylәyәn,

Çәk qәdәm ki, mәnzili-mәqsudinә getmәz bu yol.

Ey ki, bәhri-eşqә düşmәk istәr isәn, qıl hәzәr,

Eşq dәryasın görüb Mәcnun demiş: biәrzü tul.

Salika, ol yar yari-qәmküsarın olmasa,

Vәrteyi-vәhşәtdә qaldın, başına bir çarә bul.